# Tillidsrepræsentant
Tillidsrepræsentant (også kaldet tillidsmand) er betegnelsen på de ansattes valgte repræsentant i en virksomhed. Repræsentanten vælges typisk for en afgrænset periode, hvorefter der skal afholdes et nyt valg.
Tillidsrepræsentanten forhandler med ledelsen og nyder en arbejdsretslig beskyttelse mod afskedigelse.
I virksomheder med ansatte fra flere fagforbund vælges ofte en fællestillidsrepræsentant. Denne titel anvendes dog også om tillidsrepræsentanter, der dækker et større geografisk område, f.eks. en kommune.
En tillidsrepræsentant har ubegrænset tid til at udfører sin arbejde.